# Пиун

Пиун на карте штата.

Пиун (порт. Pium) — муниципалитет в Бразилии, входит в штат Токантинс. Составная часть мезорегиона Западный Токантинс. Входит в экономико-статистический микрорегион Риу-Формозу. Население составляет  6 694 человека на 2010 год. Занимает площадь 10 013,784 км². Плотность населения — 0,67 чел./км².

## Демография
Согласно сведениям, собранным в ходе переписи 2010 г. Национальным институтом географии и статистики (IBGE), население муниципалитета составляет:
| Полное население                               | Полное население                               | Полное население                               | Полное население                               | 6 694 |
| ---------------------------------------------- | ---------------------------------------------- | ---------------------------------------------- | ---------------------------------------------- | ----- |
| в том числе:                                   | Городское население                            | 3 779                                          | Процент городского населения, %                | 56,45 |
|                                                | Сельское население                             | 2 915                                          | Процент сельского населения, %                 | 43,55 |
|                                                | Мужское население                              | 3 526                                          | Процент мужского населения, %                  | 52,67 |
|                                                | Женское население                              | 3 168                                          | Процент женского населения, %                  | 47,33 |
| Плотность населения, чел/км²                   | Плотность населения, чел/км²                   | Плотность населения, чел/км²                   | Плотность населения, чел/км²                   | 0,67  |
| Население муниципалитета в % к населению штата | Население муниципалитета в % к населению штата | Население муниципалитета в % к населению штата | Население муниципалитета в % к населению штата | 0,48  |

По данным оценки 2016 года население муниципалитета составляет 7 357 жителей.

## Статистика
- Валовой внутренний продукт на 2003 составляет 28.937.762,00 реалов (данные: Бразильский институт географии и статистики).
- Валовой внутренний продукт на душу населения на 2003 составляет 6.074,26 реалов (данные: Бразильский институт географии и статистики).
- Индекс развития человеческого потенциала на 2000 составляет 0,690 (данные: Программа развития ООН).

## Важнейшие населенные пункты
| № | Населённый пункт | Населённый пункт (порт.) | Категория         | Население чел. (2010) | На карте                        |
| - | ---------------- | ------------------------ | ----------------- | --------------------- | ------------------------------- |
| 1 | Пиун             | Pium                     | город             | 3779                  | 10°26′32″ ю. ш. 49°10′39″ з. д. |
| 2 | Алдея-Макауба    | Aldeia Macaúba           | индейская деревня | 329                   | 10°28′25″ ю. ш. 50°28′58″ з. д. |
| 3 | Перикату         | Pericato                 | поселок           | 174                   | 10°11′26″ ю. ш. 49°20′48″ з. д. |
| 4 | Алдея-Боту-Велью | Aldeia Boto Velho        | индейская деревня | 149                   | 10°34′04″ ю. ш. 49°57′37″ з. д. |
| 5 | Толеду 2         | Toledo 2                 | поселок           | 54                    | 9°56′32″ ю. ш. 49°49′30″ з. д.  |
| 6 | Прови            | Provi                    | поселок           | 52                    | 10°25′23″ ю. ш. 49°12′56″ з. д. |
| 7 | Кафе-да-Роса     | Café da Roça             | поселок           | 40                    | 10°02′54″ ю. ш. 49°38′23″ з. д. |